# Lorenzo Peña
Lorenzo Peña y Gonzalo (Alicante, 29 de agosto de 1944) es un filósofo, jurista, lógico y pensador político español. Su racionalismo es un sistema neo-leibniziano tanto en metafísica como en la teoría del Derecho. 

## Biografía
Lorenzo Peña nació en Alicante, España, el 29 de agosto de 1944. Represaliada por el régimen de Franco, su madre (que había nacido en el Palacio Real de Madrid en 1911) no pudo regresar a la capital de España hasta 1952.
En Madrid Peña estudió lingüística griega e indoeuropea bajo el magisterio del filólogo Francisco Rodríguez Adrados y ética con José Luis L. Aranguren. Fue también alumno de otros destacados profesores de la Universidad Complutense, como Sergio Rábade y Juan José Rodríguez Rosado, cuya docencia lo empujó a optar por la filosofía en lugar de la filología clásica.
Entregado al activismo político desde febrero de 1962 y militante del Partido Comunista de España (marxista-leninista) desde 1964, se vio forzado a exiliarse en Francia en la primavera de 1965. A principios de 1969 contrajo matrimonio en Meudon (Francia) con su compañera de estudios, María Teresa Alonso, estableciéndose así una vida en común que ha perdurado desde entonces.
En París fue discípulo del historiador francés Pierre Vilar y presenció el motín de mayo de 1968. Cesó sus actividades clandestinas en mayo de 1972. Habiendo pasado 18 años en el exilio, regresó a España en 1983. 

## Carrera académica
En 1974 Peña obtuvo la licenciatura en Filosofía por la PUCE (Pontificia Universidad Católica del Ecuador, en Quito), con una tesis sobre la prueba ontológica de la existencia de Dios de San Anselmo de Aosta, siendo su asesor Julio César Terán Dutari, S.J., de quien aprendió la hermenéutica. Tras un primer período de docencia universitaria en Quito en 1974-75, pasó cuatro años en la Universidad de Lieja, Bélgica (1975-1979) donde, bajo la supervisión de Paul Gochet, escribió su tesis doctoral sobre un sistema de lógica infinivalente contradictorial (paraconsistente).
Tras doctorarse en 1979, regresó al Ecuador, donde fue nuevamente profesor de la PUCE durante otros cuatro años. Después de volver a España en 1983, enseñó en la Universidad de León durante tres años. En 1987 fue nombrado Investigador Científico del CSIC (Consejo Superior de Investigaciones Científicas de España, una de las principales instituciones académicas del país).
Estuvo medio año en Canberra como profesor visitante (1992-1993), bajo la dirección del malogrado Richard Sylvan (Richard Routley), siendo allí colega de Philip Pettit en el Departamento de Filosofía de la Universidad Nacional Australiana.
A partir de entonces la orientación de sus investigaciones fue sufriendo una evolución que lo llevó, primero, a centrarse en la lógica deóntica para, a continuación, consagrarse a la filosofía del Derecho. Abrazó entonces la carrera jurídica mediante la obtención de una segunda licenciatura, ésta en Derecho, por la UNED (Universidad Nacional de Educación a Distancia) y un Doctorado en Derecho por la Universidad Autónoma de Madrid en 2015, sustentando con éxito su tesis doctoral IDEA IURIS LOGICA , bajo la dirección de Liborio Hierro. En julio de 2008 se incorporó al Ilustre Colegio de Abogados de Madrid.
Ascendió al máximo nivel académico profesional, el de Profesor de Investigación, en abril de 2006. En 2014 fue forzado a jubilarse por edad, siendo entonces nombrado Profesor Honorario del CSIC, hasta el 2018.
Además de ser creador de la revista digital Sorites (1995-2008),  Peña es el fundador del Grupo de Estudios Lógico-jurídicos (JuriLog) del CSIC , que se dedicó a investigar sobre los conceptos y valores nomológicos. Fue responsable de dicho Grupo hasta el 1 de enero de 2012.

## Concepciones filosóficas

### Ontofántica
La ontofántica es el sistema de concepciones filosóficas desarrollado por Peña durante el período 1974-1995 (que puede no coincidir del todo con las que ha desarrollado en los últimos años).
Aunque la ontofántica es esencialmente una doctrina metafísica, su punto de partida fue un acercamiento metodológico a través de la filosofía del lenguaje, sobre la base de una teoría semiótica realista en el sentido de que lo que se muestra mediante el lenguaje —el ser o la realidad— también se dice en él (frente a la dicotomía tractariana entre mostrar y decir).
En vez de considerar las oraciones y los estados de cosas de una forma estática, como hicieron los atomistas lógicos, la ontofántica los ve de forma dinámica, como transiciones o procesos. Proferir un enunciado no es simplemente concatenar sucesivas prolaciones de los componentes de la oración, sino un decir de conjunto, que es un tránsito de una prolación a otra a lo largo de una dimensión temporal. Del mismo modo, los hechos son transiciones no temporales que consisten en que una relación pasa de una cosa a otra.
Como cualquier transición está afectada por la paradoja de la flecha descubierta por Zenón de Elea, Peña acude a una lógica paraconsistente para resolver la dificultad. Siguiendo siempre a Hegel (del cual nunca se ha apartado del todo), Peña atribuye las contradicciones a la realidad, en vez de culpar de las mismas al pensamiento o al lenguaje; a tal fin, abraza una lógica no clásica.
Otra característica de la ontofántica es el rechazo de toda forma de esencialismo entendiendo por tal la doctrina que hace atribuciones de ser-así independientes de las afirmaciones de ser o existencia —una opinión que Peña atribuye a Aristóteles y a Alexius Meinong. Por el contrario, la ontología de Peña, de orientación existencial, identifica a cada entidad con un hecho, el de su propia existencia. La verdad ontológica también se identifica con la existencia, que es una propiedad reduplicativa.
La ontofántica sigue el punto de vista de Frege de que las oraciones son nombres de objetos, pero en este caso tales objetos son estados de cosas (no valores veritativos como en Frege). Los fenómenos lingüísticos de la nominalización vienen así tratados a partir de una perspectiva que elimina las barreras categoriales. Esa metafísica es fuertemente platónica.
Otro rasgo de la ontofántica (de raigambre hegeliana) es el intento de superar las dicotomías entre materia y espíritu, entre naturaleza y cultura, entre libertad y necesidad. Peña postula una ontología que debe no poco de su inspiración a Nicolai Hartmann (aunque apartándose de su doctrina); en ella, lo espiritual forma parte del mundo material; la cultura es una faceta de la naturaleza, operándose en su seno una estratificación que configura ciertas plasmaciones culturales como una segunda naturaleza. Peña refuta sin paliativos la noción de libre albedrío (un rechazo constante desde sus tempranos estudios sobre Leibniz), abogando, en su lugar, por un concepto de libre voluntariedad como conformidad entre las decisiones y las intenciones. (Ha mantenido su adhesión al determinismo en la etapa posterior, con aplicación a problemas de la filosofía jurídica.)
La ontofántica es asimismo un realismo modal (con significativas afinidades —pero también diferencias— con el de David Lewis), según el cual la realidad lo abarca todo, incluso los mundos posibles no efectivos (aquellos que no son este mundo).
La ontofántica contiene una teoría holística del conocimiento influenciada por Gonseth y Quine, concibiendo la divisoria entre juicios analíticos y sintéticos como cuestión de grado. Ese holismo epistemológico es un coherentismo empírico, por lo cual la tarea del conocimiento humano consiste en producir teorías para, confrontándolas con la experiencia en su conjunto, irlas paulatinamente modificando. Esa teoría del conocimiento no solo rechaza todo fundamentalismo sino que tampoco acepta el fiabilismo, puesto que ningún procedimiento es capaz de suministrar incondicional confianza.
Peña rehabilita la inducción y la abducción como sólidos fundamentos aun para las verdades lógicas (siguiendo así la opinión de John Stuart Mill). La elección entre los sistemas lógicos alternativos ha de hacerse según criterios verosímiles, uno de los cuales es el ajuste con la mejor explicación de la evidencia disponible, acudiendo así a un postulado de optimización, que a su vez se justifica, circularmente, por su fecundidad epistemológica.

### Gradualismo contradictorial
A diferencia de otras corrientes del movimiento de la lógica paraconsistente (como la relevantista y la brasileña de Newton da Costa), el tratamiento paraconsistente desarrollado por Peña —que pertenece a la familia de lógicas difusas, o fuzzy, fundada por Lotfi A. Zadeh— concibe las contradicciones reales o verdaderas como aquellas situaciones en las que un estado de cosas solo tiene una existencia parcial. Su enfoque de lo difuso se aparta, no obstante, de la escuela ortodoxa de Zadeh al rechazar el maximalismo alético y abrazar el principio del tercio excluso, concibiendo todos los grados intermedios entre la verdad y la falsedad como grados, a la vez, de verdad y de falsedad, de ser y de no ser. Es perceptible aquí la influencia de Platón.

### Lógica transitiva
Para dilucidar su propuesta filosófica, Peña ha construido varios sistemas de lógica proposicional y cuantificacional que llama «lógica transitiva», LT, como implementaciones parciales de su programa. LT se caracteriza por un par de negaciones: la una fuerte («no en absoluto»), que tiene todas las propiedades clásicas; y la otra débil (un mero «no»), que es susceptible de grados. El fragmento de LT sin negación fuerte es una extensión no conservadora de la lógica de la relevancia, E, construida por Alan Ross Anderson y Nuel Belnap (añadiendo el principio de embudo, es decir, que o bien A o, si no, A implica B; en otras palabras, aquello que no es cierto en absoluto implica cualquier cosa). La implicación transitiva es, en parte, similar a la implicación relevante (aunque mucho más fuerte), pero su motivación filosófica subyacente es totalmente diferente, ya que se lee «en la medida [por lo menos] en que...». El fragmento de LT sin negación débil y sin el operador de implicación es la lógica clásica. LT es, por consiguiente, una lógica mixta o híbrida.
Hasta ahora se ha quedado en mero programa el proyecto de Peña de investigar los fundamentos de su sistema lógico como una lógica combinatoria no clásica, pero el enfoque combinatorio se adecúa a su concepción metafísica.

### Cumulativismo
El cumulativismo es la orientación filosófica que Peña ha desarrollado a partir de 1996. El cumulativismo es un gradualismo contradictorial con un énfasis adicional en seis componentes hasta entonces no del todo explícitos de su enfoque:
- Todas las transiciones son continuas o, por lo menos, sobrevienen en mutaciones subyacentes continuas, atravesando etapas sucesivas, por lo cual el cambio siempre es paulatino, implicando una secuencia de estadios, cada uno de los cuales mantiene muchas cualidades del anterior.

- Todas las transiciones son o agregaciones o desagregaciones (procesos de sedimentación o erosión), puesto que la acumulación, el conjuntamiento, es el rasgo más hondo de la realidad; la ontofántica ya concebía todos los entes como conjuntos, pero ahora el principio de congregación se convierte en el pilar del sistema filosófico.

- Se evita el aislacionismo metafísico, profesándose un colectivismo tanto en metafísica cuanto en filosofía política.

- Se propone un programa de flexibilización conceptual, mediante el cual los conceptos se hacen blandos y fluidos, con bordes suaves y cambiantes.

- Las congregaciones o agrupaciones que se postulan en este enfoque se llaman cúmulos, para no confundirse con los conjuntos de la teoría matemática estándar; persiste como idea dominante una que ya estuvo presente en los primeros trabajos de Peña sobre teoría de conjuntos en los años 70/80, a saber: que no todas las cosas abarcadas por un cúmulo tienen necesariamente la característica definitoria del mismo (y, más en general, que falla el principio meinongiano de descripción, según el cual la entidad definida como la-que-es-así-y-asá es, en efecto, así-y-asá).

- En síntesis, el cumulativismo se considera una filosofía de la conjunción: A-y-B es un estado conjuntivo de cosas que existe en la medida en que A y B existen. Las cualidades del estado conjuntivo A-y-B sobrevienen en las que poseen A y B.

### Lógica Nomológica
Peña comenzó a trabajar en lógica deóntica poco después de doctorarse en 1979. Su primer artículo publicado sobre el tema apareció en 1988. En ese momento, se atuvo esencialmente al enfoque estándar de von Wright, con la única particularidad de introducir grados y admitir contradicciones o antinomias normativas. Pronto empezó a sentirse insatisfecho con ese planteamiento, que resultaba incompatible con las aplicaciones serias de la lógica deóntica a la práctica del razonamiento jurídico. Descubrió que el error estribaba en ver la lógica deóntica como un caso especial de la lógica modal, exagerando las similitudes entre deber y necesidad, y entre licitud y posibilidad.
La equivocación básica, según Peña, era una errónea suposición metafísica que deniega existencia a los estados de cosas deónticos ligados entre sí por implicaciones. Tal negativa lleva a los lógicos deónticos a concebir su disciplina como una lógica de los cumplimientos del deber. Así, si A implica necesariamente B, la lógica deóntica estándar entiende que el deber de hacer A implica el deber de hacer B —tal es la regla de cierre lógico. Esa regla es uno de los primeros dogmas abandonados en el nuevo tratamiento deóntico de Peña.
Peña se vio así conducido a producir un nuevo sistema de lógica deóntica, la lógica nomológica (también llamada lógica juridicial o lógica jurística, LJ), combinando una serie de particularidades que la hacen única:
1. Todos los principios deónticos estándar vienen abandonados, salvo el de Bentham (a saber: lo preceptivo es también lícito). Más en concreto, se abandonan las dos reglas siguientes: el cierre lógico y las reglas de distribución habituales (la obligatoriedad de A-y-B implica la obligatoriedad de A y la de B, y viceversa).
2. Se abraza el principio de separación deóntica: Si es lícito que A o B, y de hecho A no se realiza en absoluto, entonces B es lícito; y otro tanto se aplica para la obligatoriedad. (Son necesarias algunas restricciones a fin de evitar paradojas.)
3. También se profesa el principio de co-licitud, a saber, que, en la medida en que A y B son conductas lícitas, por separado, también es lícito A-y-B.
4. Se introducen nuevos principios deónticos acudiendo a dos operadores no estándar: los de impedimento y causalidad: son lícitos los efectos causales de las conductas lícitas, mientras que está prohibido impedir un comportamiento ajeno lícito.
5. Se agrega una regla no estándar de libertad: si la prohibición de A no puede probarse, entonces A debe presumirse lícito.
6. Se da cuenta de los grados de licitud y obligatoriedad mediante axiomas que fijan sus implicaciones; particularmente, se introduce un axioma de proporcionalidad que vincula los grados de realización de un supuesto de hecho con grados de obligatoriedad o licitud de la respectiva consecuencia normativa.

Peña afirma que los principios válidos de la lógica, en general, y de la deóntica, en particular, se encuentran por inducción, o más bien por abducción, mediante un proceso holístico circular. Solo estudiando el razonamiento normativo, según sucede realmente en la praxis jurídica, pueden diseñarse conjuntos refinados de axiomas y reglas de inferencia, que se someten después a la prueba de fuego de su aplicabilidad.

### Axiología
Peña ha propuesto una axiología pluralista a fin de terciar en el debate entre los enfoques deontológico y consecuencialista en ética.
Peña clasifica las teorías éticas en dos grupos: internalismo y externalismo; el primero efectúa las valoraciones según características intrínsecas de la conducta. El externalismo reviste dos modalidades: antecedentalismo y consecuencialismo. Hay dos tipos de consecuencialismo: el monista y el pluralista; el primero sostiene que existe una propiedad que deben tener las consecuencias prácticas de una conducta para hacerla éticamente valiosa. El utilitarismo es un consecuencialismo monista.
En lo concerniente a la axiología jurídica, Peña es un monista axiológico fundamental, pero pluralista axiológico derivado; es decir, sostiene que existe un único valor en el ordenamiento jurídico, el bien común; del cual se derivan los otros valores. Se inclina por un consecuencialismo plural, pero su enfoque trasciende la dicotomía en cuestión, ya que, al no buscarse un único criterio, han de evaluarse las conductas de varias maneras según diferentes valores, algunos de los cuales no son forzosamente teleológicos. Como el enfoque es gradualista, las valoraciones éticas son composiciones infinitamente complejas de escalas con un número infinito de grados. Además, cuanto más cercana es la consecuencia causal de una conducta, mayor es su relevancia ética.
Peña implementa el gradualismo pluralista ético con la lógica difusa paraconsistente: las conductas pueden considerarse a la vez buenas y malas, mejores en ciertos aspectos y peores en otros.
En cuanto a qué unidades de comportamiento han de evaluarse, la visión de Peña guarda cierta afinidad con las éticas de la virtud, pero solo en afirmar que las acciones aisladas son generalmente unidades demasiado angostas para ser razonablemente evaluadas, aunque, por otro lado, el curso de toda una vida es demasiado amplio. Un candidato idóneo parecería ser algo intermedio: un período de la vida de alguien en el que se dé una continuidad de propósitos, decisiones y hábitos.
Peña admite que una axiología pluralista se enfrenta a una seria dificultad, a saber, que no proporciona una orientación clara para la acción, a menos que exista una válida perspectiva habida-cuenta-de-todo. Afirma que a veces no existe tal perspectiva (cuando los valores en conflicto no son conmensurables ni pueden proyectarse en una escala lineal) y que, en tales casos, las opciones vienen justificadas por la propia lealtad anterior a la prevalencia de ciertos valores. Pero aun cuando sea alcanzable una perspectiva habida-cuenta-de-todo, las valoraciones contradictorias no quedan por ello reducidas a la consideración de meras apreciaciones prima facie. Así pues, no puede soslayarse la existencia de contradicciones éticas.

### Evolucionismo social
Frente a quienes sostienen que el progreso es un concepto vacuo y que no hay una mejora continua a lo largo de la historia, la filosofía de la historia de Peña sostiene que el progreso es el resultado necesario de nuestra racionalidad cultural, por débil y parcial que sea, gracias a la cual toda sociedad humana tenderá a mejorar su bienestar fusionando el disperso saber-hacer de sus miembros en una combinación de inteligencia colectiva intencional, aumentando así, paulatinamente, su acumulación social de recursos materiales e intelectuales, estableciendo leyes más confiables y socialmente aceptables y aplicando prácticas distributivas más acordes con el interés público.
Siendo continuo el progreso humano, son imposibles los saltos históricos, lo cual quita fundamento racional objetivo a las periodizaciones. Cualquier delimitación de eras es un asunto de mera conveniencia. La ley del progreso humano no debe asimilarse a grandes esquemas que postulan una sucesión predeterminada de épocas, como las de los estoicos, Vico, Hegel, A. Comte y Karl Marx.
La filosofía de Peña comparte con esos precursores una visión de la historia humana como universal, tanto hacia atrás como hacia adelante. Hay un antepasado común, lo cual implica que al menos algunos elementos de las dispersas tradiciones humanas datan de un común origen. Tales elementos han venido, una y otra vez, reforzados por el préstamo mutuo de conceptos, técnicas, instituciones y procedimientos. También hay un destino común —pues tenemos que compartir nuestro planeta—, y una tendencia convergente a tener modos de producir y vivir semejantes, que no necesita ninguna enigmática mano invisible, sino que resulta de constreñimientos objetivos.
La filosofía de la historia de Peña reconoce mentes colectivas, que sobrevienen en las mentes individuales. Ninguna sociedad puede existir sin una memoria común y unos planes comunes de convivencia para alcanzar metas comunes (lo cual no significa que todos los miembros del cuerpo político hayan de compartir esos sentimientos; Peña rechaza cualquier imposición imperativa de creencias o valores).
Aunque Peña no niega la existencia de rupturas históricas causadas por involuciones sociales y desastres (guerras, sojuzgamientos foráneos, calamidades naturales), piensa que toda sociedad humana acaba encontrando cómo reiniciar la marcha ascendente.
Peña sostiene que el mejoramiento orientado al futuro es el sentido de la vida humana, tanto individual como colectiva, hasta el punto de que un derecho fundamental del hombre es el de tener una vida mejor, en la medida de lo posible. Ese derecho general abarca determinados derechos sociales, como los de alimento, trabajo, vivienda, movilidad y así sucesivamente, todo lo cual debe considerarse de forma dinámica.

### Iusnaturalismo lógico
La filosofía del Derecho de Peña es una teoría del Derecho natural, que se deriva de la concepción de la ley de Santo Tomás de Aquino: una ordenación de la razón para el bien común.
La rehabilitación y la nueva fundamentación del iusnaturalismo que propone Peña forma parte de su construcción de una teoría del Derecho lógicamente estructurada. Utilizando los métodos analíticos de dilucidación conceptual, procede a un doble análisis de los conceptos de norma y de Derecho objetivo.
Según Peña, una norma no es un precepto ni una prescripción, sino su contenido. Las prescripciones o promulgaciones son actos de habla del legislador, en los que se profieren unos enunciados, que son los preceptos. El contenido de un precepto es una situación jurídica general, y esa es una norma. Una situación jurídica es un estado de cosas consistente en que otro estado de cosas sea lícito, obligatorio o prohibido. En una sociedad en la que existe un poder legislativo, el acto promulgatorio del legislador crea una situación jurídica.
Ahora bien, los promulgamientos explícitos del legislador solo sirven para ordenar una sociedad acudiendo a una lógica deóntica, que suministra reglas de inferencia para deducir de ellos unas consecuencias jurídicas implícitas. La aceptación de tales reglas de inferencia equivale lógicamente a asumir como axiomas determinadas normas. Así, la norma de que, preceptivamente, lo obligatorio es también lícito puede formularse, indistintamente, como axioma normativo o como regla de inferencia.
Hay, pues, a juicio de Peña, situaciones jurídicas que no son creadas por el legislador, sino que lo preceden y sin las cuales su promulgación carecería de fuerza de obligar. Peña agrupa esas situaciones jurídicas supralegislativas en la lógica jurística amplia que ha propuesto. Una de ellas es el axioma del bien común, que obliga al legislador a legislar para el bien común y al juez a interpretar la ley según el canon hermenéutico del bien común, aunque ello implique no atenerse a su literalidad.
A continuación, Peña analiza el concepto de Derecho objetivo, o sea de ordenamiento jurídico. Siguiendo a Lon Fuller, Peña considera que no cualquier conglomerado de normas puede constituir un ordenamiento jurídico. Pero, a diferencia de Fuller, Peña no se contenta con proclamar la necesidad de que se cumplan ciertos requisitos formales (como los de claridad, publicidad, generalidad, congruencia, cumplibilidad y estabilidad), sino que, ahondando en el problema, se pregunta por qué tales cánones tienen vigencia supralegislativa, hallando la respuesta en el fin del Derecho. Como la medicina, la ingeniería, la comunicación, la enseñanza y el transporte, el Derecho es una actividad funcional. Su función es la de organizar e impulsar el bien común. En la medida en que un ensamblado de preceptos se aparte grave y persistentemente de esa función, el resultado estará dejando de ser un ordenamiento jurídico.
Aplicando ese método, Peña encuentra una fundamentación de los derechos del hombre, a los que define como reivindicaciones esenciales o básicas que el individuo puede legítimamente formular (o que otro puede formular en su nombre) y que la sociedad no puede dejar insatisfechas sin violar la obligación de velar por el bien común. Para Peña (que sigue en esto a Léon Bourgeois) existe un cuasi-contrato, con derechos y deberes recíprocos, entre la sociedad y cada uno de los individuos que la integran, por el mero hecho de crecer dentro de esa sociedad y beneficiarse de las instituciones sociales establecidas.
Peña enuncia así el contenido de dicho cuasi-contrato: todos tienen el derecho a participar en el bien común y el deber de contribuir a ese bien común, subordinando sus intereses particulares a los de la sociedad en su conjunto y a las necesidades de las personas que estén en peores condiciones. La participación en el bien común es, a su juicio, el meollo de todos los derechos fundamentes del hombre, tanto los de libertad como los de bienestar. Los primeros otorgan a su titular facultades de hacer o no hacer, imponiendo correlativamente a los demás la prohibición de impedir. Los segundos son reclamaciones jurídicas que acarrean demandas legítimas de acciones y prestaciones ajenas. El bien común queda socavado en un sociedad que desatiende o vulnera unos u otros de esos derechos fundamentales de sus miembros.
El cuasi-contrato que une al individuo con la sociedad no tiene nada que ver con un pacto social originario, que, siguiendo a Bentham, Peña rechaza, considerando que los seres humanos son naturalmente sociales, unidos de antemano en una comunidad bajo alguna autoridad establecida, cuyo deber es propiciar el interés público. Por eso, Peña rehabilita la noción de derechos naturales del hombre que elaboró la Ilustración, restituyendo una vez más la vigencia de la filosofía racionalista de Leibniz y sus sucesores. (Sobre esta sección, v. en particular el ensayo Jurisprudencia lógica.)

### Republicanismo republicano
Una de las principales tesis de esa filosofía es el rechazo de la dicotomía entre Estado y sociedad civil, una artificial dualidad en la que Peña ve la fuente de graves equivocaciones. Puesto que el primitivo significado de «República» es el Estado, «republicanismo» significa, principalmente, una doctrina que realce la misión pública que recae en el Estado, promoviendo o favoreciendo la intervención del gobierno y el dominio de los recursos de gestión pública —siempre, claro está, que tal Estado no tenga a su cabeza un soberano hereditario, pues eso, de algún modo, desnaturaliza el poder público, asimilándolo a una entidad privada dinástica, o sea, de una familia determinada.
Peña ha acuñado la locución pleonástica «republicanismo republicano» (o, en una redacción alternativa, «republicanismo público») para designar sus ideas políticas, según las cuales la misión del Estado es propiciar el bien común mediante la organización de los servicios públicos. Peña afirma que nunca ha habido un Estado mínimo que solo se ocupe de mantener la ley y el orden. Por el contrario, todos los Estados han emprendido una amplia gama de actividades productivas sin las cuales ninguna empresa privada hubiera sido factible en absoluto.
El republicanismo republicano es, por consiguiente, una filosofía política que tiende a aumentar el alcance de las actividades encomendadas al Estado, mediante la creación de una economía planificada con un poderoso sector público y una socialización progresiva de la propiedad; entre tanto, la propiedad privada ha de irse sujetando a cargas legales para el bien común. Esa doctrina toma una serie de ideas de las tradiciones del fabianismo británico, el solidarismo francés y el socialismo de cátedra alemán, así como de la escuela española krausista de filósofos y juristas que inspiraron la II República (1931-1939), cuya Constitución se toma como un paradigma.
El republicanismo de Peña implica rechazar toda forma de economía de mercado, incluyendo el socialismo de mercado. Afirma que solo el patrocinio y la intervención del Estado pueden suministrar un sentido de direccionalidad y una unidad de propósitos, sin los cuales lo único factible es la concurrencia mercantil, con sus tristes e implacables consecuencias.
Según Peña, el republicanismo republicano difiere en cuatro puntos del neorrepublicanismo cívico, o ciudadanismo. Primero, rechaza la monarquía, mientras el ciudadanismo es indiferente a la forma política de gobierno. En segundo lugar, es estatista, mientras que los ciudadanistas, en lo esencial, están de acuerdo con los libertarios y los liberales en ver el espacio público como un terreno neutral en el que se realizan las iniciativas y los empeños privados de los ciudadanos, las empresas u otros grupos privados. En tercer lugar, el ciudadanismo promueve aquellas virtudes privadas que favorezcan la participación en las instituciones públicas, mientras que el republicanismo de Peña reconoce el derecho de las personas a no interesarse por los asuntos públicos. Y en cuarto lugar, el ciudadanismo profesa un solo valor, el de la libertad, entendida como no dominación, mientras que —como ya hemos visto— Peña defiende una pluralidad de valores todos ellos derivados del bien común: prosperidad o bienestar (similar al florecimiento de Martha Nussbaum), amor, libertad, racionalidad, fraternidad, igualdad y convivencia, por lo cual son inevitables ciertas contradicciones normativas y axiológicas. Para habérselas con esas contradicciones entran en escena la ponderación y la proporcionalidad (propuesta posibilitada por el gradualismo contradictorial).

### Universalismo jurídico
Un componente esencial del republicanismo de Peña es el desideratum de una República terráquea. Peña ve a los bloques regionales como divisiones de la familia humana que provocan enemistades y conflictos, en lugar de favorecer una unión fraterna, que él defiende basándose en consideraciones no solo prudenciales sino también axiológicas.
Peña, a este respecto, refuta los argumentos de Kant, para quien un Estado universal tendría que ser una terrible tiranía, lo cual, infiere Peña, implica que la tiranía solo se evita por la amenaza de guerra de unos Estados contra otros, mientras que la historia más bien muestra que tal amenaza fomenta el establecimiento de tiranías. Basándose en viejos argumentos de Francisco de Vitoria y en el pensamiento de Georges Scelle, Peña consideraba que existe un bien común de la humanidad que solo puede administrarse con eficacia en esa República Universal. Desde aproximadamente 2020, bajo la influencia de Hobbes y reflexionando a partir de consideraciones de Hans Kelsen y Joaquín Costa, actualmente cree que no existe un Derecho Internacional, puesto que el que pasa por tal no es obedecido, ni existe autoridad mundial que lo haga cumplir, pero que es un ideal al que deberíamos acercarnos.
Sin cejar en la argumentación a favor de ese mundo sin fronteras, el universalismo jurídico de Peña aspira, entre tanto, a hacerlas permeables, reconociéndose a todos los seres humanos la libertad, no solo de circular libremente y escoger su residencia en cualquier lugar del Planeta, sino también de incorporarse a la población de destino, naturalizándose, cumpliendo para ello condiciones razonables y superado un período de prueba. A la defensa de esa libertad migratoria ha consagrado varios ensayos en español y en francés, siendo el más reciente su contribución: «El derecho de radicación y naturalización: Una perspectiva jusnaturalista».

## Conclusión
El enfoque de Peña pertenece a la filosofía analítica en todos sus rasgos esenciales: estilo argumentativo, métodos de razonamiento, interlocutores privilegiados, recurso a instrumentos lógicos y adopción del giro lingüístico —si bien el papel protagónico del lenguaje se desvanece en su obra reciente. Sin embargo, es también un pensamiento peculiar, muy sui generis, que debe no poco a influencias muy diversas de la corriente principal anglosajona y con las cuales no están familiarizados la mayoría de los filósofos analíticos, especialmente influencias jurídicas, como la ya citada tradición republicana española.

## Colaborador
- El ecuatoriano Marcelo Vásconez, doctor por la Universidad de Lovaina y profesor de filosofía jubilado de la Universidad de Cuenca (Ecuador).[5]

## Obras selectas de Lorenzo Peña
- 2019. «Lucha de clases y quiebra de la legalidad constitucional en la Roma tardorrepublicana». DOI: 10.13140/RG.2.2.22752.23049
- 2017. Visión lógica del derecho: Una defensa del racionalismo jurídico. Plaza y Valdés. ISBN 978-84-17121-06-8.
- 2017 ¿Una voz que clama en el desierto? Reflexiones críticas sobre el estado del debate académico en la filosofía jurídica hispana  (DOI: 10.13140/RG.2.2.35949.49120)
- 2016 Sobre Norberto Bobbio: El Duce dijo «sí» (DOI: 10.13140/RG.2.2.25277.26087)
- 2016 Cuatro años en el infierno: Consideraciones sobre la tragedia camboyana. Artículo (DOI: 10.13140/RG.2.2.29321.65125)
- 2016 Comunismo cristiano: Las reducciones jesuitas del Paraguay y las hermandades hutteritas artículo (DOI: 10.13140/RG.2.2.24834.07369)
- 2016 Los conjuntos existen: La polémica de los universales 900 años después. DOI: 10.13140/RG.2.2.29959.80806.
- 2016. Conceptos y valores constitucionales, (coeditado con Txetxu Ausín). Plaza y Valdés. ISBN 978-84-16032-95-2.
- 2015. Pasando fronteras: El valor de la movilidad humana, (co-editado con Txetxu Ausín). Plaza y Valdés. ISBN 978-84-16032-41-9.
- 2015. «El principio de confianza y los vaticinios apocalípticos», en Diálogo Filosófico, N.º 92, pp. 243-265. ISSN 0213-1196.
- 2015. «Fundamentos metafísicos del Derecho Natural», en Una filosofía del Derecho en acción: Homenaje al Profesor Andrés Ollero, editado por Cristina Hermida y José Antonio Santos. Madrid: Congreso de los Diputados, 2015, pp. 411-442. ISBN 9788479434892.
- 2014. «Los grados del vivir», en Bioética en plural, coord. por Mª Teresa López de la Vieja. México/Madrid: Plaza y Valdés. ISBN 9788416032310. (En coaut. con Txetxu Ausín.)
- 2013. «Una fundamentación jusnaturalista de los derechos humanos», Bajo Palabra, II Época, N.º 8, pp. 47-84. ISSN 1576-3935.
- 2012. «Derechos y deberes de nuestros hermanos inferiores», en Animales no humanos entre animales humanos, ed. by Jimena Rodríguez Carreño, Madrid: Plaza y Valdés, pp. 277-328. ISBN 978-84-15271-15-4.
- 2010. Ética y servicio público, México/Madrid: Plaza y Valdés. ISBN 978-84-92751-94-5. (Coeditado con Txetxu Ausín y Oscar Diego.)
- 2010. «Paso a paso: Una solución gradualista a la paradoja del sorites, lejos de la indeterminación y del agnosticismo», Bajo Palabra, II Época, N.º 5, pp. 399-418. ISSN 1576-3935. (En coautoría con Marcelo Vásconez.)
- 2010. Los derechos fundamentales del hombre en el mundo de hoy (Human Rights nowadays), Número especial de Arbor, ISSN 0210-1963, # 745. (DOI: 10.3989/arbor.2010.745n1237). (Coeditado con Txetxu Ausín.)
- 2009. Estudios Republicanos: Contribución a la filosofía política y jurídica, México/Madrid: Plaza y Valdés. ISBN 978-84-96780-53-8.
- 2009. «Normatividad y contingencia», en Aproximaciones a la contingencia, ed. por Concha Roldán & Óscar Moro, Madrid: Los libros de la Catarata, pp. 25-64. ISBN 978-84-8319-437-9.
- 2007. «El cumulativismo», en Pluralidad de la filosofía analítica, ed. por David P. Chico & Moisés Barroso, Madrid-México: Plaza y Valdés, pp. 343-386. ISBN 978-84-96780-02-6.
- 2007. «Entidades Culturales», en El mobiliario del mundo: Ensayos sobre ontología y metafísica, comp. Por Guillermo Hurtado & Óscar Nudler. México: UNAM, pp. 317-342. ISBN 970-32-3783-5
- 2006. Los derechos positivos: Las demandas justas de acciones y prestaciones, (coeditado con Txetxu Ausín). México/Madrid: Plaza y Valdés. ISBN 978-84-934395-5-2.
- 2000. «Paraconsistent Deontic Logic with Enforceable Rights», in Frontiers of Paraconsistent Logic ed. por D. Batens, Ch. Mortensen, G. Priest & J.-P. van Bendegem. Baldford (Inglaterra): Research Studies Press Ltd. (RSP) [Logic and Computation Series]. ISBN 0863802532, pp. 29-47. [En coautoría con Txetxu Ausín.]
- 1993. Introducción a las lógicas no clásicas. México: UNAM Pp. 240. ISBN 968-36-3451-6.
- 1992. Hallazgos filosóficos. Salamanca: Ediciones de la Universidad Pontificia de Salamanca. ISBN 84-7299-289-6. Pp. 363.
- 1991. Rudimentos de lógica matemática. Madrid: CSIC. Pp. vi+324. ISBN 84-00-07156-5.
- 1987. Fundamentos de ontología dialéctica. Madrid: Siglo XXI. Pp. 427. ISBN 84-323-0606-1.
- 1985. El ente y su ser: un estudio lógico-metafísico. León: Servicio de Publicaciones de la Universidad de León. Pp. 568. ISBN 84-600-3973-0.
- 1981. La coincidencia de los opuestos en Dios. Quito: Educ (Ediciones de la Universidad Católica). Pp. 568. ISBN 9978-44-473-4.